# 山麓魏森海姆
山麓魏森海姆是德国莱茵兰-普法尔茨州的一个市镇。总面积9.20平方公里，总人口1619人，其中男性780人，女性839人（2011年12月31日），人口密度176人/平方公里。